# Rattus montanus
Rattus montanus és una espècie de mamífer rosegador de la família dels múrids. És endèmica de Sri Lanka. Es tracta d'una espècie diürna o crepuscular.